# Porte Saint-André (Autun)
Ne doit pas être confondu avec Porte Saint-André (Lille).
La porte Saint-André, également appelée porte de Langres est une des quatre portes percées dans l'enceinte augustéenne d'Augustodunum (Autun) avec la porte d'Arroux.
Par cette porte, datée du Ier siècle, sort d'Autun la voie se dirigeant vers Langres. La porte monumentale fait l'objet d'une reconstruction partielle à l'époque antique puis, au XIXe siècle, elle est restaurée sous la direction d'Eugène Viollet-le-Duc. Elle est classée au titre des monuments historiques depuis 1846.

## Contexte géographique

Tracé de l'enceinte antique d'Autun.

La cité antique d'Augustodunum est close à l'époque augustéenne d'une enceinte dont le développement atteint 6 km, bâtie à mi-pente de la colline sur laquelle est installée la ville. Cette enceinte est percée de quatre portes principales, sensiblement aux quatre points cardinaux : porte d'Arroux au nord, porte Saint-André à l'est, porte de Rome au sud et porte Saint-Andoche à l'ouest.
Les portes d'Arroux et Saint-André sont assez bien conservées, la porte Saint-Andoche subsiste à l'état de vestiges mais la porte de Rome a entièrement disparu.
Le cardo maximus traverse la ville du nord au sud. Perpendiculairement, deux voies partent de ce cardo, mais pas face à face, pour rejoindre à l'ouest la porte Saint-Andoche et à l'est la porte Saint-André. Il ne faut certainement pas voir dans ces deux voies le decumanus maximus de la ville, même si la présence des portes à leur extrémité leur accorde certainement un statut particulier. La porte est également appelée « porte de Langres » car la voie qu'elle contrôle se dirige vers Andemantunnum (Langres).

## Description

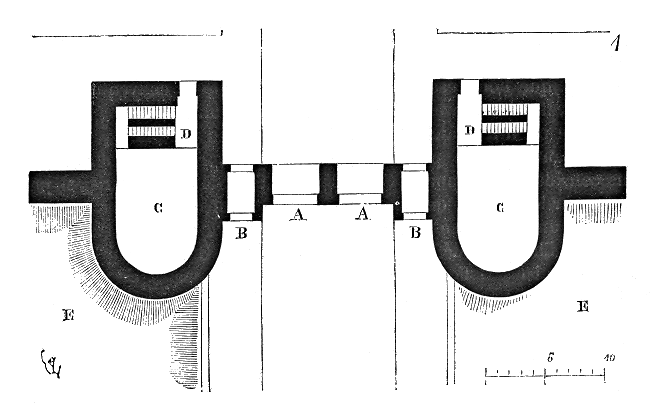
La porte Saint-André. Plan d'Eugène Viollet-Le-Duc.

Le rez-de-chaussée est percé de quatre ouvertures voûtées en plein cintre. Les passages centraux, larges de 4,09 m côté ville, sont construits à cheval sur la chaussée et sont destinés au passage des véhicules et des cavaliers. Les ouvertures latérales, plus étroites (1,94 m), sont implantées dans le prolongement des trottoirs et sont à l'usage des piétons,. Ces passages piétonniers sont en avancée vers l'extérieur par rapport aux passages charretiers. Le premier étage consiste en une galerie de dix arcades côté ville comme côté campagne, dans laquelle passe le chemin de ronde de l'enceinte. Dans cette configuration, la porte mesure 14,60 m de haut.
Le rez-de-chaussée est construit en calcaire oolithique, les soubassements et la galerie de l'étage en arkose. Le style des chapiteaux de la galerie, sans être d'ordre ionique classique, s'en rapproche,.
De chaque côté de la porte, deux tours monumentales d'une largeur avoisinant 10 m, servaient au guet. Elles sont construites en forme absidiale vers l'extérieur de la ville, en façade plate vers l'intérieur.
Il est possible qu'un corps de bâtiments disparu, côté ville, délimite une cour intérieure formant vestibule comme à la porte d'Arroux, mais ce n'est pas prouvé.
Historiens et archéologues ne sont pas d'accord sur le rôle défensif de l'enceinte et des portes antiques d'Augustodunum. Ils se retrouvent toutefois pour affirmer le côté esthétique et monumental de ces constructions. Augustodunum est une ville puissante et riche, elle bénéficie de la protection de l'empereur, et il faut le montrer.

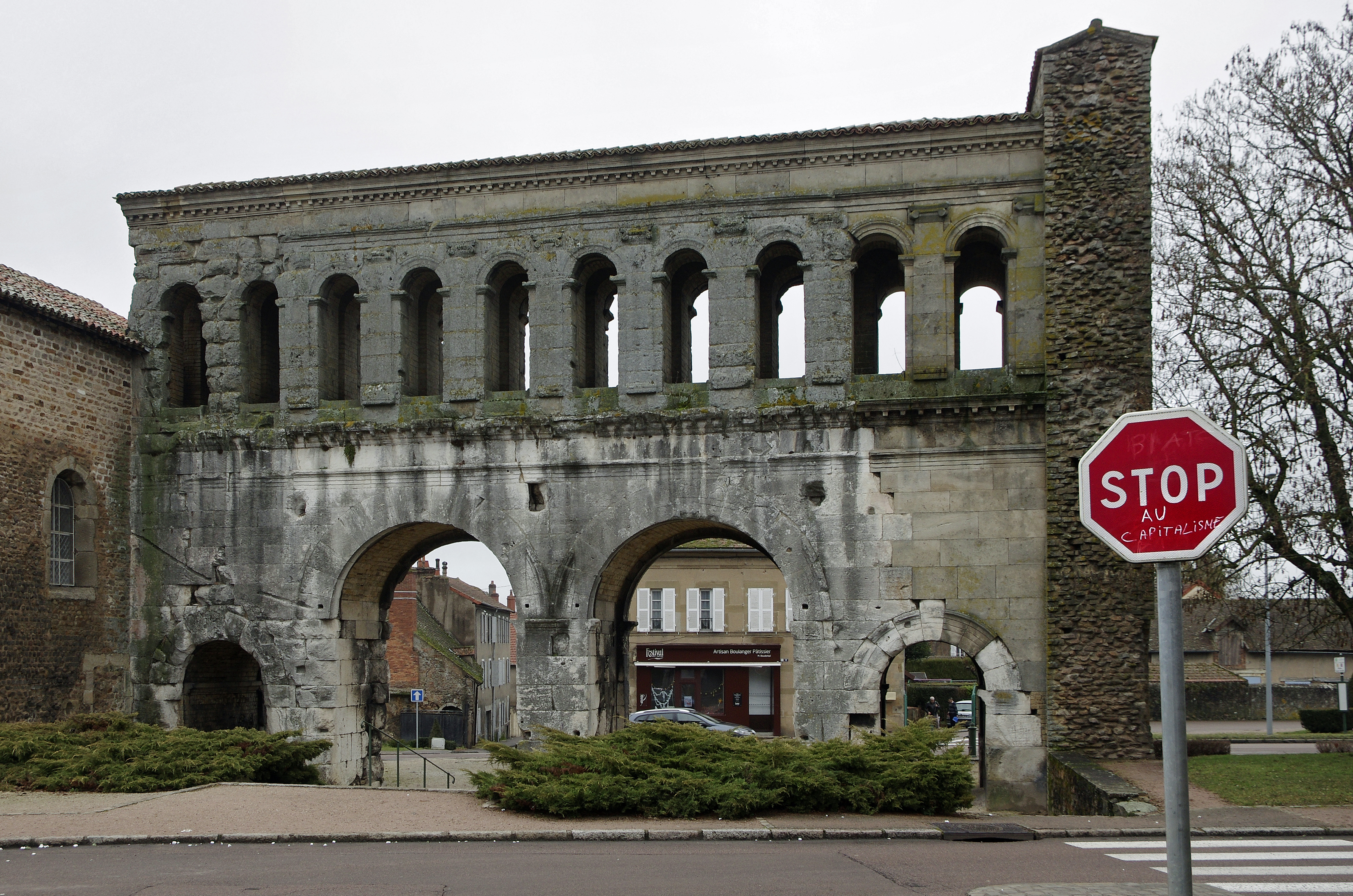
Vue générale de la porte, côté ville.
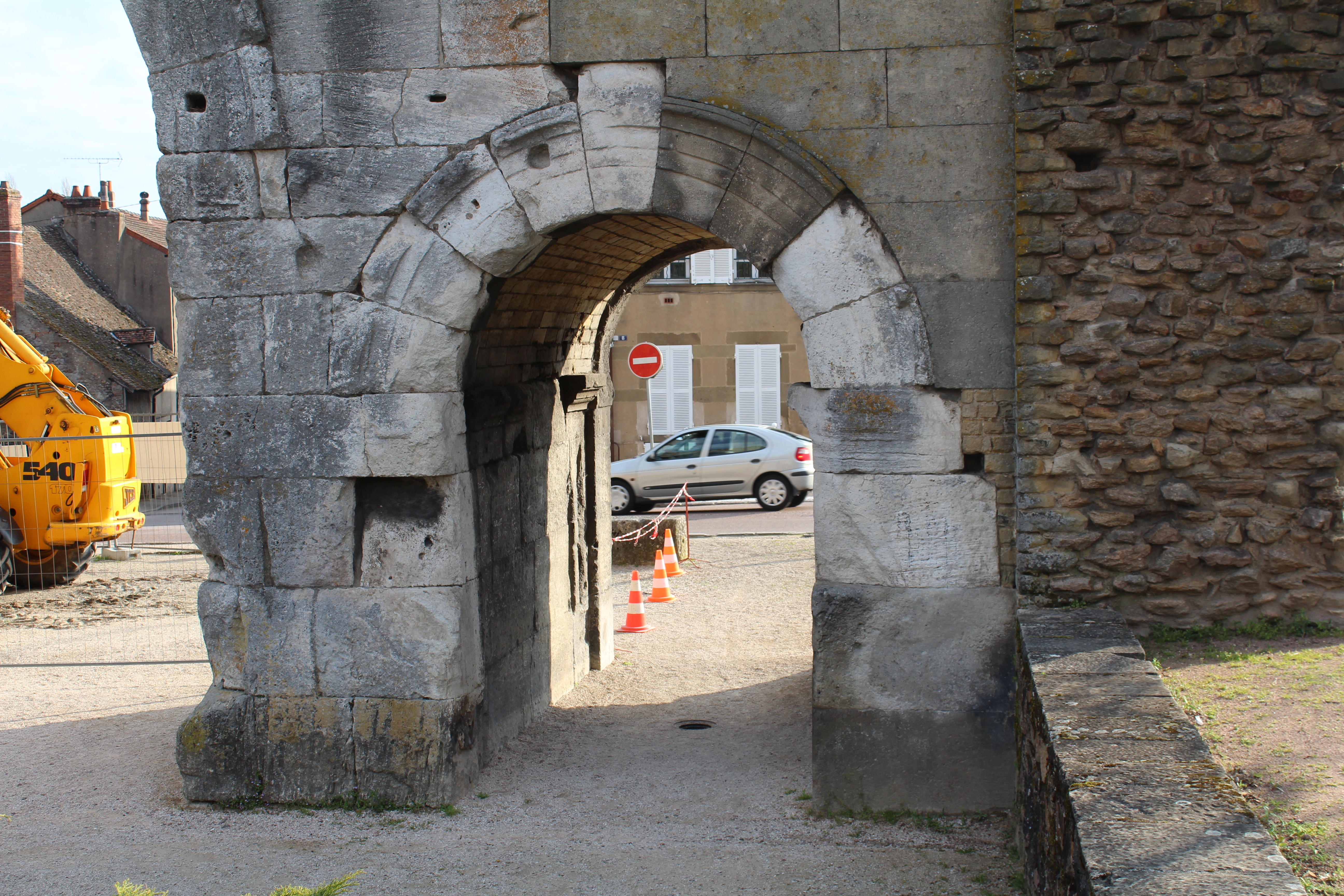
Détail d'un passage piétonnier.
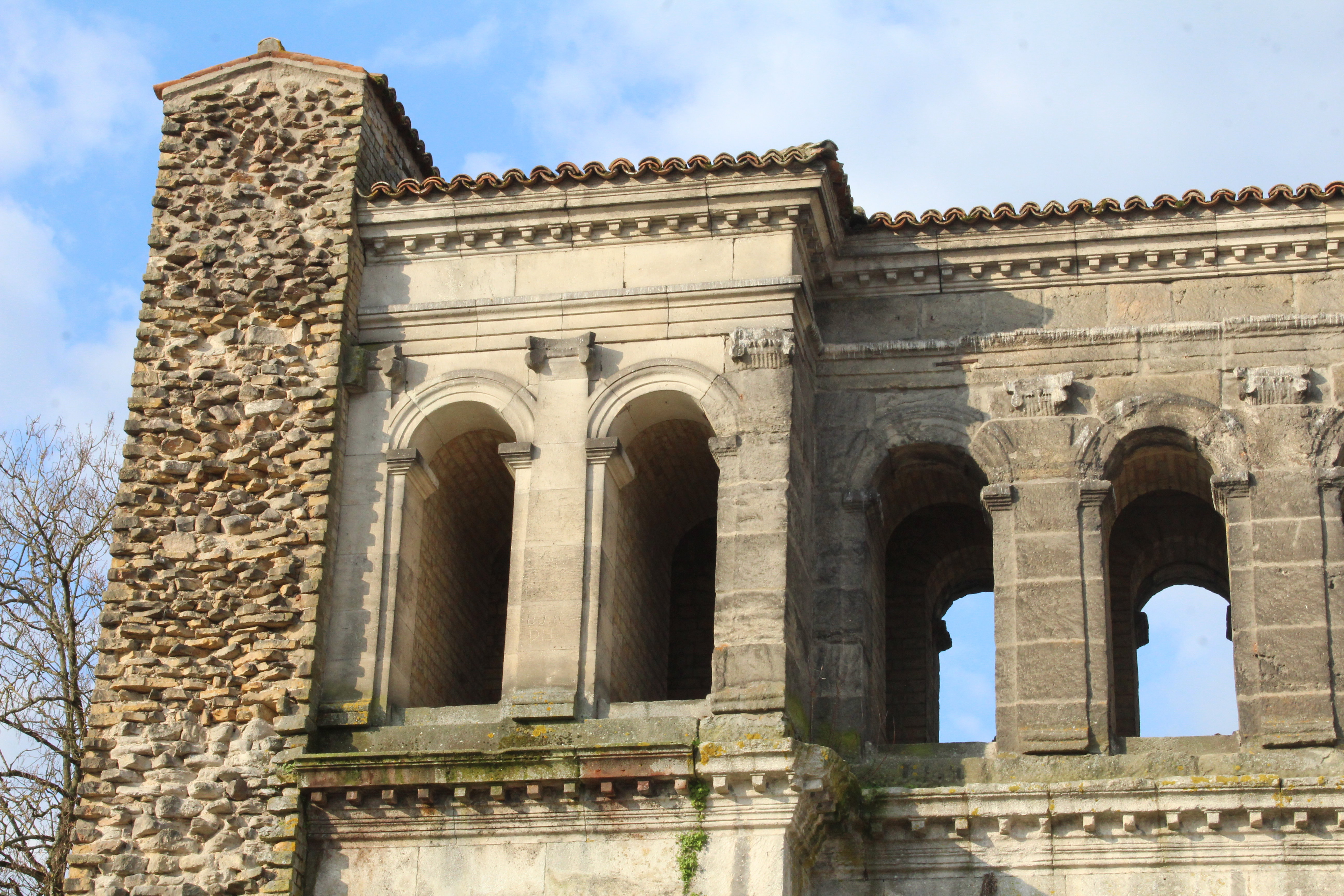
Restaurations de Viollet-Le-Duc (pierres claires).

Le monument est édifié, comme le reste de l'enceinte, sous le règne d'Auguste. Il est toutefois difficile de dire si cette construction appartient au début ou à la fin du règne d'Auguste, avant ou après le changement d'ère. Par contre, la galerie fait l'objet d'une reconstruction totale ou d'une importante réfection dans l'Antiquité, sans plus de précision possible, ce qui se traduit par l'emploi d'un matériau différent, le grès feldspathique, qui se rencontre à une dizaine de kilomètres à l'est d'Autun, remplaçant le calcaire.
Dès 1250, la transformation de la tour de flanquement nord en église est attestée. Une chapelle obture le passage piétonnier adjacent. La tour est vendue comme bien national à la Révolution française. L'État la rachète en 1844 et en confie la restauration à Eugène Viollet-Le-Duc. Ce dernier s'attache à rendre à l’ensemble de la porte son aspect antique et prend le parti de reconstruire à l'identique les parties trop endommagées. Sa restauration apparaît fidèle, sauf pour ce qui concerne la couverture de la galerie supérieure. En partie grâce à ces restaurations, la porte Saint-André apparaît comme la mieux conservée d'Autun. La partie centrale est presque intacte, même si sa galerie est largement reconstruite et sa tour de flanquement nord, bien que très remaniée, est conservée dans son emprise au sol. La tour de flanquement sud a disparu.
Les vestiges de la porte Saint-André sont classés comme monument historique en 1846.
Depuis 1945, la tour préservée de la porte Saint-André est un temple protestant. Sa cloche est disposée dans l'arcade de la porte la plus proche.

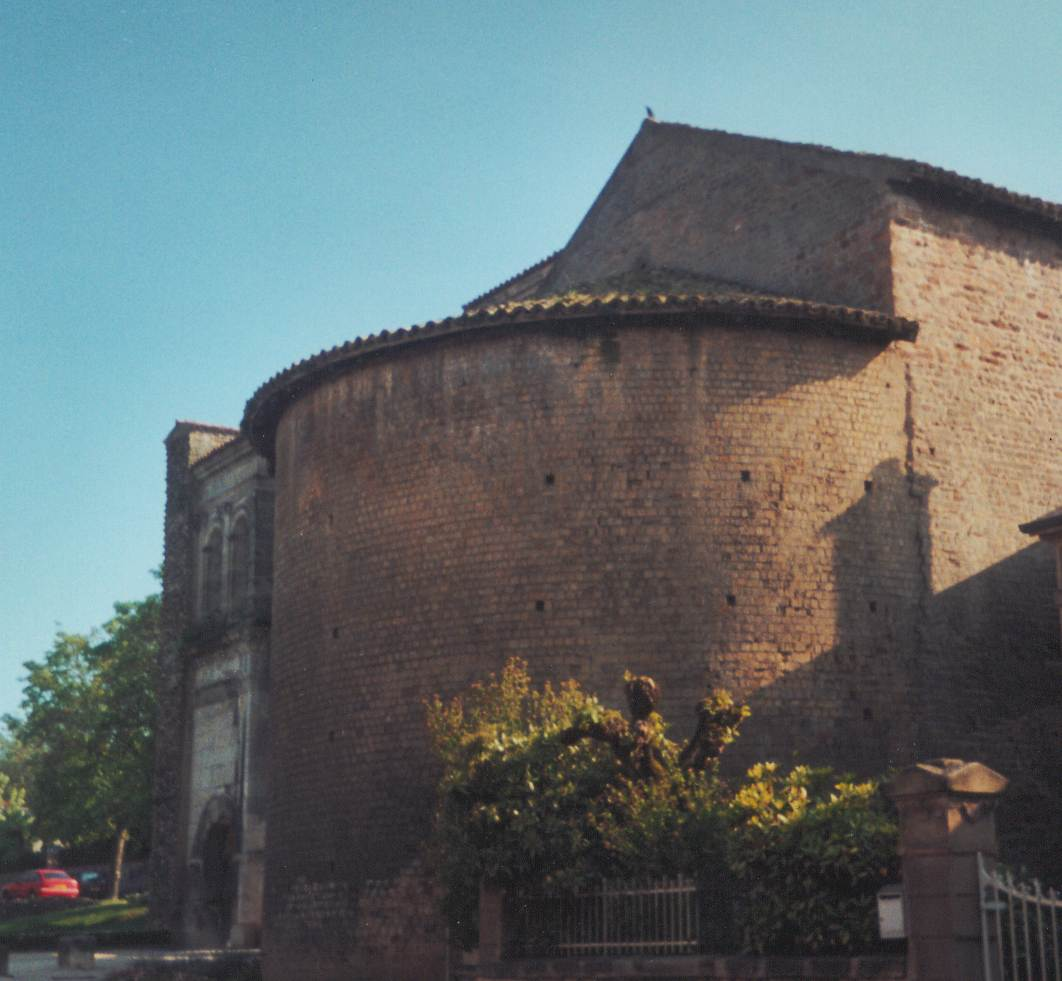
Abside de la tour nord, côté campagne.
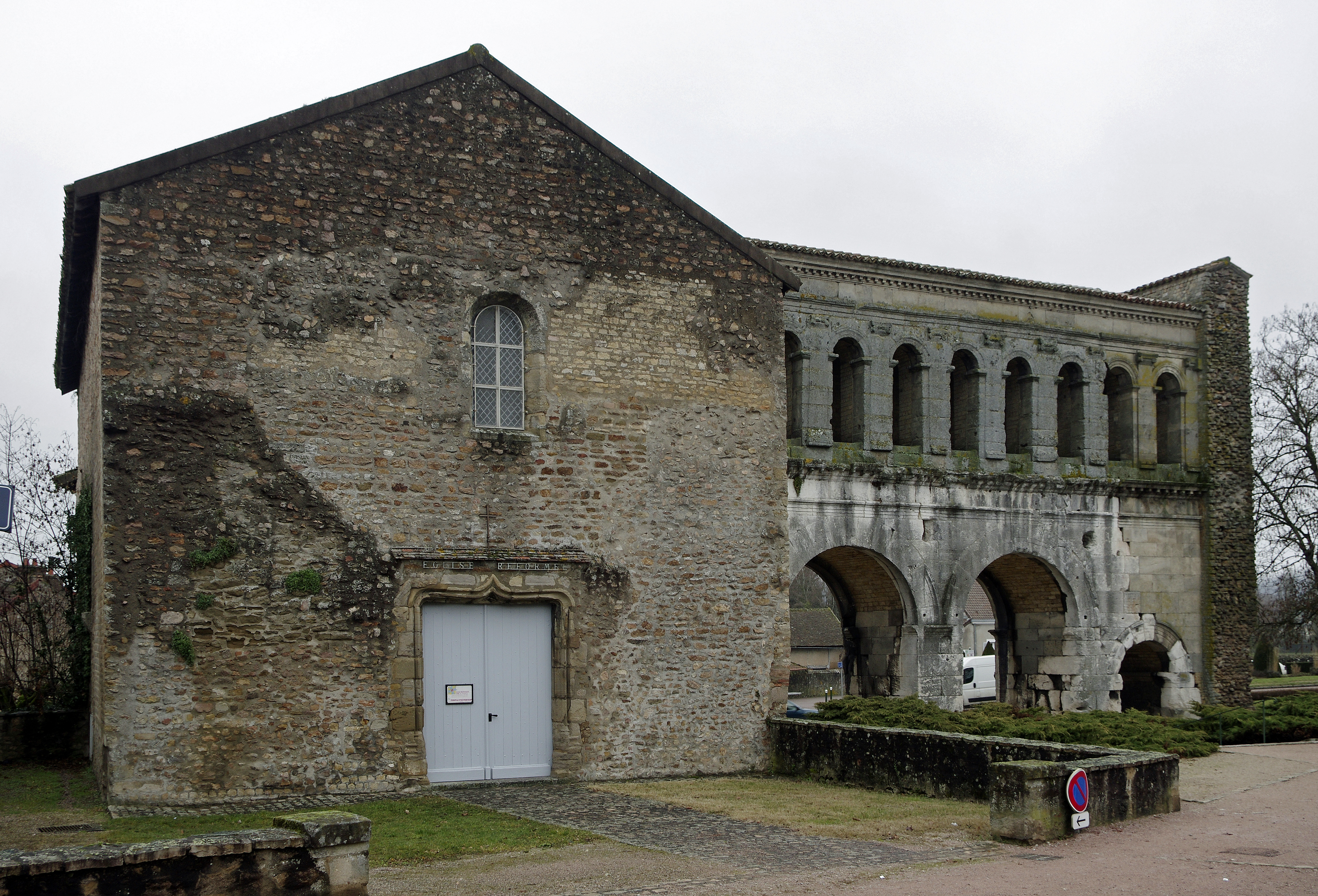
Temple protestant aménagé dans la tour.
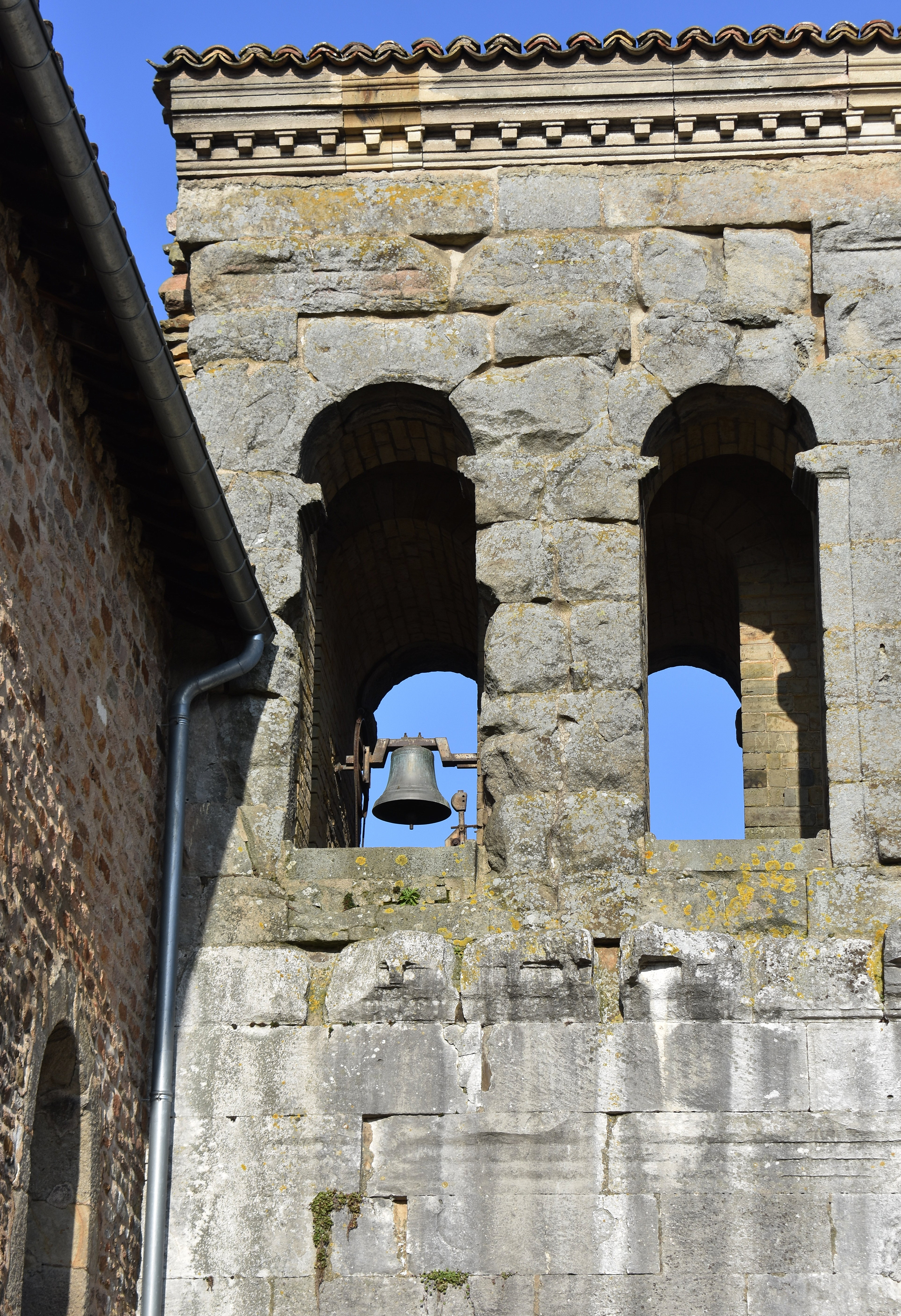
La cloche du temple réformé dans l'arcade attenante.